# Трилло
Трилло или Дрилло, Дрел (англ. Trillo, Drillo, Drel), (VI—VII) — настоятель в Лландрилло, святой Католической церкви. Память 15 июня.
Святой Трилло был сыном бретонского вождя. Он отправился в Уэльс вместе со святым Кадваном. Он настоятельствовал в Лландрилло (Llandrillo), Денбишир (Denbighshire) (ныне в округе Гуинет), на потоке Кэдиог (Caidiog) неподалёку от его впадения в реку Ди. Там имеется часовня в ирландском стиле, построенная над ручьём, в котором крестят в его честь. В другом месте с названием Лландрилло в Мерионетшире (Merionethshire), Гвинедд, имеется источник, в котором получают исцеление от ревматизма. В третьем храме, в Лладригарне (Lladrygarn), что на острове Англси (Anglesey), по сей день его поминают по ранним валлийским календарям.